# IC 3413
IC 3413 је елиптична галаксија у сазвјежђу Дјевица која се налази на листи објеката дубоког неба у Индекс каталогу.
Деклинација објекта је + 11° 26' 1" а ректасцензија 12h 29m 22,6s. Привидна величина (магнитуда) објекта IC 3413 износи 13,6 а фотографска магнитуда 14,6. IC 3413 је још познат и под ознакама UGC 7620, MCG 2-32-88, CGCG 70-120, VCC 1183, PGC 41155.